# Relaciones entre Ucrania y la OTAN

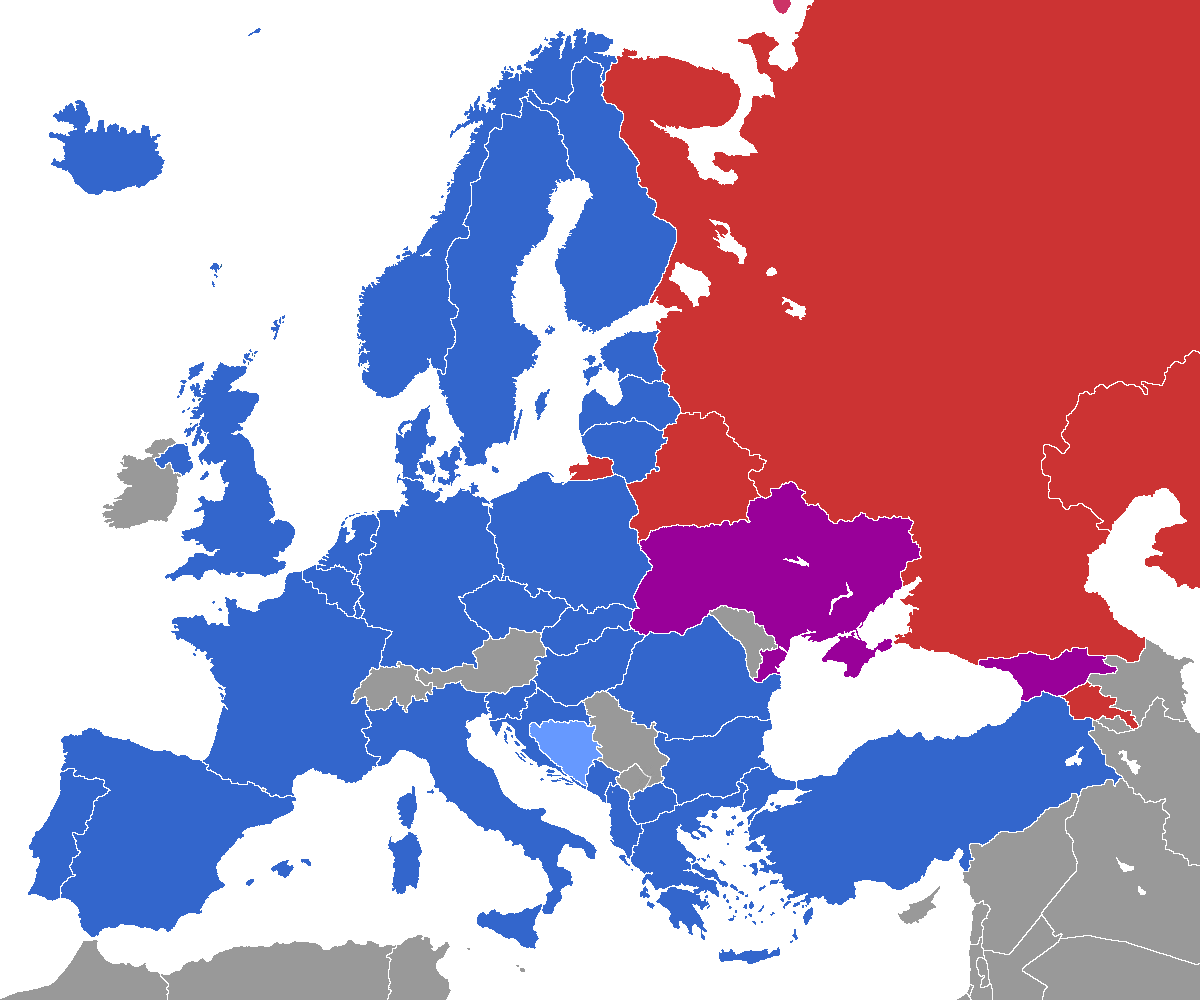
Países miembros de la OTAN (azul), países en proceso de anexión a la OTAN (violeta) y la OTSC liderada por Rusia (rojo).

Las relaciones entre Ucrania y la Organización del Tratado del Atlántico Norte (OTAN) comenzaron en 1992. Ucrania solicitó iniciar un plan de acción para la adhesión a la OTAN (MAP) en 2008. Los planes de adhesión a la OTAN fueron apartados por Ucrania tras las elecciones presidenciales de 2010 en las que Viktor Yanukóvich fue elegido Presidente y prefirió mantener el país como no alineado. En medio de los disturbios del Euromaidán, Yanukóvich huyó de Ucrania en febrero de 2014. El gobierno interino de Yatseniuk que llegó al poder, dijo inicialmente, en referencia al estatus de no alineado, que no tenía planes de entrar en la OTAN. Sin embargo, tras la invasión militar rusa en Ucrania y las elecciones parlamentarias de octubre de 2014, el nuevo gobierno hizo de la adhesión a la OTAN una prioridad. El 21 de febrero de 2019 se modificó la Constitución de Ucrania y las normas sobre la trayectoria estratégica de Ucrania para la adhesión a la Unión Europea y la OTAN quedaron recogidas en el preámbulo de la Ley Fundamental, en tres artículos y en disposiciones transitorias.
En la Cumbre de Bruselas de junio de 2021, los dirigentes de la OTAN reiteraron la decisión tomada en la  Cumbre de Bucarest de 2008 de que Ucrania no se convertiría en miembro de la Alianza. En su lugar se propuso iniciar con un Plan de Acción para la Membresía (MAP) como parte integrante del proceso y el derecho de Ucrania a determinar su propio futuro y política exterior, por supuesto sin injerencias externas. Secretario General de la OTAN Jens Stoltenberg, también subrayó que Rusia no podrá vetar la adhesión de Ucrania a la OTAN, ya que no volveremos a la era de las esferas de interés, cuando los países grandes deciden lo que deben hacer los más pequeños.
Según las encuestas realizadas entre 2005 y 2013, el apoyo de la opinión pública ucraniana a la adhesión a la OTAN seguía siendo bajo. Sin embargo, desde la guerra ruso-ucraniana y la anexión de Crimea, el apoyo público a la adhesión de Ucrania a la OTAN ha aumentado considerablemente. Desde junio de 2014, las encuestas muestran que cerca del 50% de los encuestados apoyan la adhesión de Ucrania a la OTAN. Alrededor del 69% de los ucranianos quieren entrar en la OTAN, según una encuesta de junio de 2017 de la Fundación de Iniciativas Democráticas, en comparación con el 28% de apoyo en 2012, cuando Yanukóvich estaba en el poder. El 30 de septiembre de 2022, Ucrania solicitó oficialmente su adhesión a la OTAN.

## Historia de las relaciones

### Presidencia de Leonid Kravchuk (1991–1994)
Las relaciones entre Ucrania y la OTAN se establecieron formalmente en 1992, cuando Ucrania se incorporó al Consejo de Cooperación del Atlántico Norte tras recuperar su independencia, que posteriormente pasó a llamarse Consejo de Asociación Euroatlántico. Los días 22 y 23 de febrero de 1992, el Secretario General de la OTAN, Manfred Wörner, realizó una visita oficial a Kiev en la que invitó oficialmente a Ucrania a integrarse en el RPAS (Ucrania se convirtió en miembro de la organización el 10 de marzo de 1992), y el 8 de julio de 1992, el presidente Kravchuk visitó el Cuartel General de la OTAN en Bruselas. Un acontecimiento importante en el desarrollo de las relaciones entre Ucrania y la OTAN fue la apertura, en septiembre de 1992, de la Embajada de Ucrania en Bruselas, que constituyó un vínculo en los contactos entre Ucrania y la OTAN.
Unos años más tarde, en febrero de 1994, Ucrania fue el primer país postsoviético en concluir un acuerdo marco con la OTAN en el marco de la iniciativa de la Asociación para la Paz apoyando la iniciativa de los países de Europa Central y Oriental de ingresar en la OTAN.

### Presidencia de Leonid Kuchma (1994–2005)

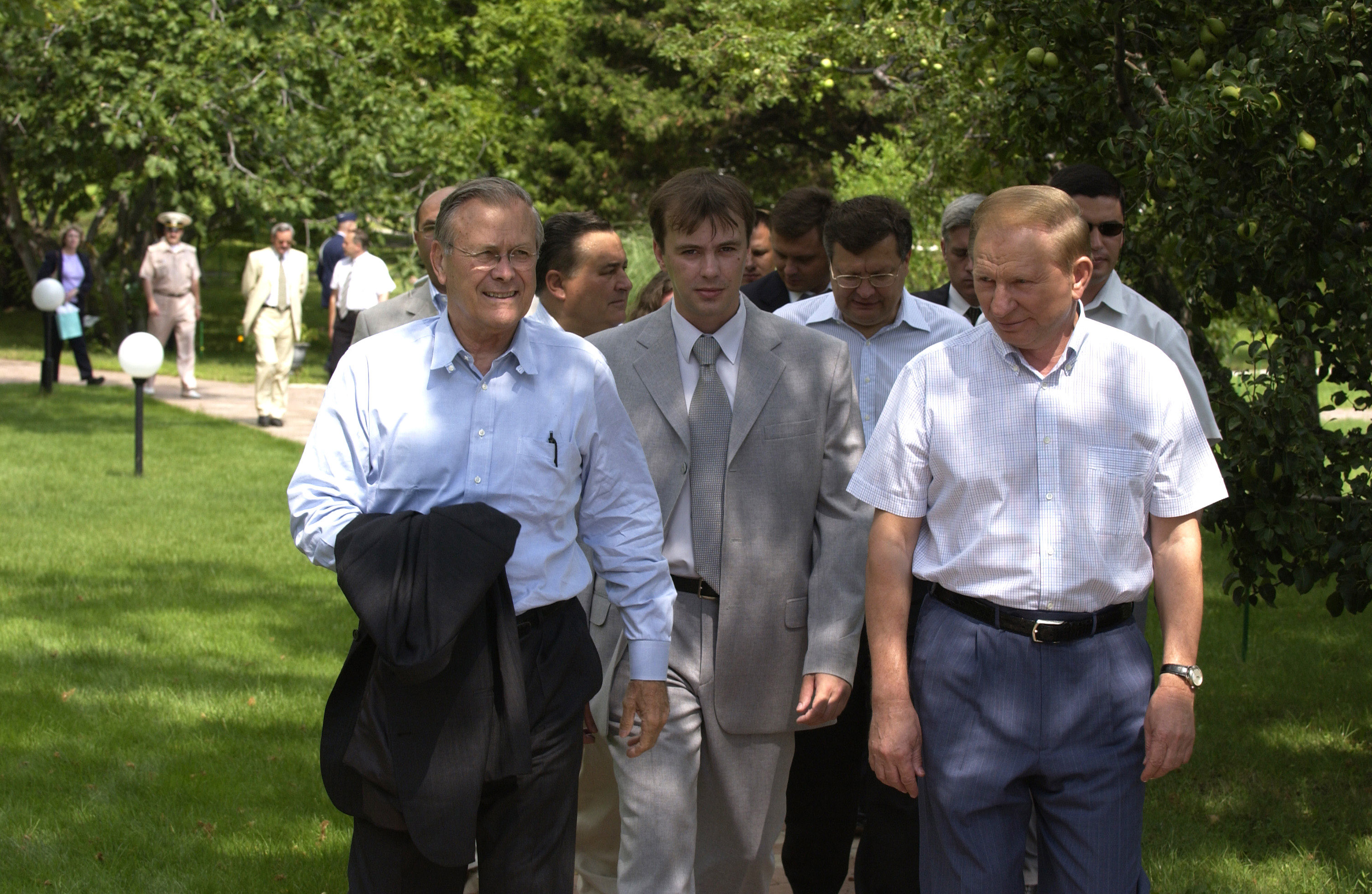
El Secretario de defensa de EE. UU. Donald Rumsfeld y el presidente de Ucrania Leonid Kuchma. Partenit, República Autónoma de Crimea, 13 de agosto de 2004.

En el verano de 1995 la OTAN intervino para ayudar a mitigar las consecuencias de la crisis del agua potable de Járkov. Esta fue la primera cooperación entre la OTAN y Ucrania. El 7 de mayo de 1997 se inauguró en Kiev el primer centro oficial de información y documentación de la OTAN, destinado a fomentar la transparencia sobre la alianza. Una encuesta de opinión pública ucraniana del 6 de mayo mostró un 37% a favor de la adhesión a la OTAN, con un 28% en contra y un 34% indeciso. El 9 de julio de 1997 se creó una Comisión OTAN-Ucrania. En 2002 las relaciones con el gobierno de Estados Unidos y otros países de la OTAN se deterioraron después de que una de las grabaciones realizadas durante el escándalo del casete revelara una supuesta transferencia de un sofisticado sistema de defensa ucraniano al Irak de Saddam Hussein. En la cumbre de ampliación de la OTAN de noviembre de 2002, la comisión OTAN-Ucrania adoptó un Plan de Acción Ucrania-OTAN. La declaración del Presidente Kuchma de que Ucrania quería entrar en la OTAN (también en 2002) y el envío de tropas ucranianas a Irak en 2003 no pudieron arreglar las relaciones entre Kuchma y la OTAN. Actualmente, las fuerzas armadas ucranianas colaboran con la OTAN en Irak.
El 6 de abril de 2004, la Rada Suprema aprobó una ley sobre el libre acceso de las fuerzas de la OTAN al territorio de Ucrania.
El 15 de junio de 2004, en la segunda edición de la Doctrina Militar de Ucrania, aprobada por decreto de Leonid Kuchma, aparecía una disposición sobre la aplicación por parte de Ucrania de una política de integración euroatlántica, cuyo objetivo final era ingresar en la OTAN. Sin embargo, ya el 15 de julio de 2004, tras una reunión de la comisión Ucrania-OTAN, el presidente Kuchma emitió un decreto en el que declaraba que el ingreso en la OTAN ya no era el objetivo del país, sino únicamente "una profundización significativa de las relaciones con la OTAN y la Unión Europea como garantes de la seguridad y la estabilidad en Europa".

### Presidencia de Víktor Yúshchenko (2005–2010)

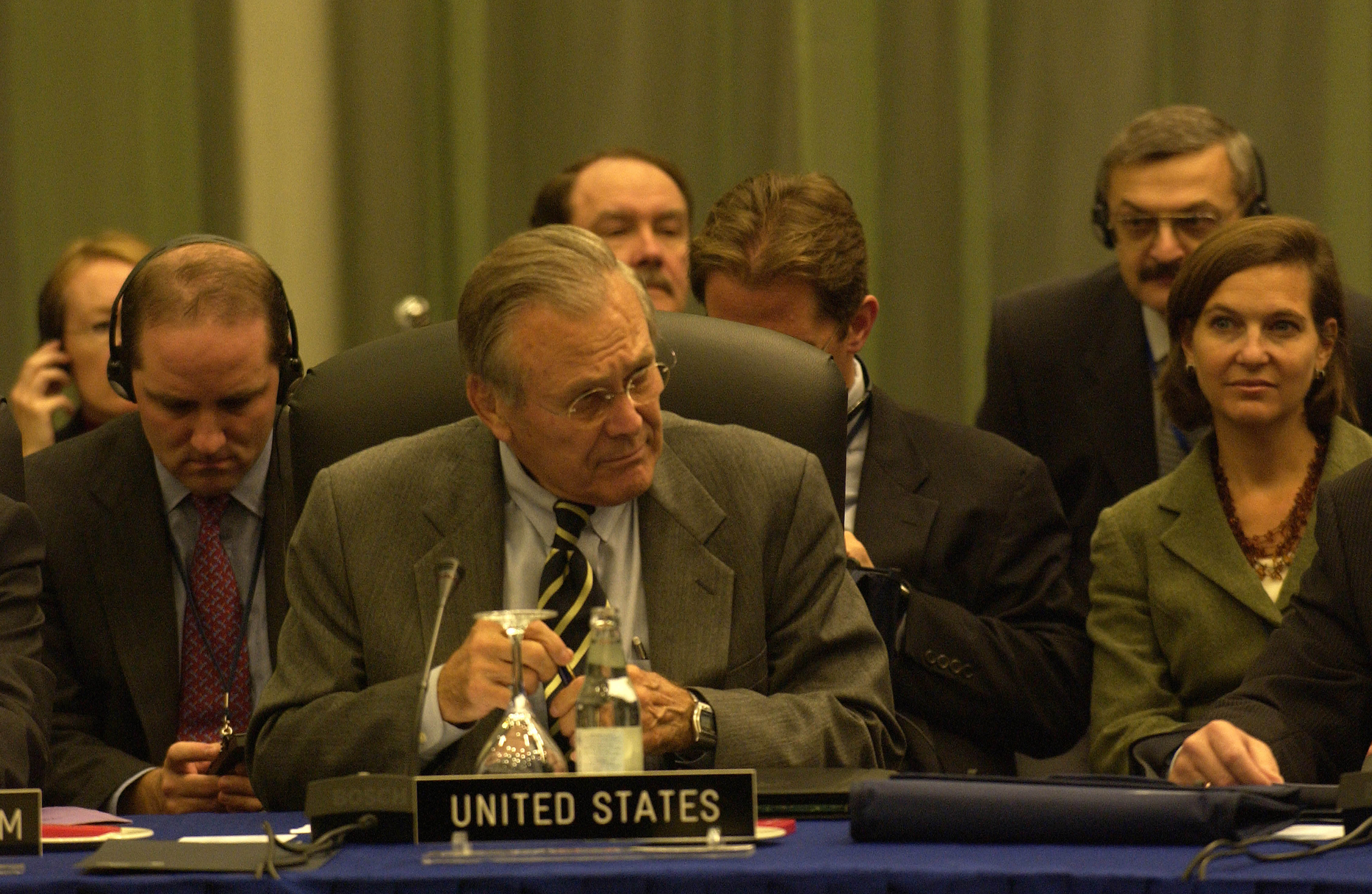
El Secretario de Defensa Donald Rumsfeld y Victoria Nuland en las consultas OTAN-Ucrania en Vilnius, Lituania, el 24 de octubre de 2005

Tras la Revolución Naranja de 2004, Kuchma fue sustituido por el presidente Víktor Yúshchenko, partidario de la adhesión de Ucrania a la OTAN. En enero de 2008, la propuesta del segundo gabinete de Yulia Tymoshenko para que Ucrania se adhiriera al Plan de Acción para la Adhesión a la OTAN fue recibida con oposición. Una petición de más de dos millones de firmas solicitó un referéndum sobre la propuesta de adhesión de Ucrania a la OTAN. La oposición pidió que se celebrese un referéndum nacional sobre cualquier paso hacia una mayor implicación con la OTAN. En febrero de 2008, el 57,8% de los ucranianos apoyó la idea de un referéndum nacional sobre el ingreso en la OTAN, frente al 38,6% de febrero de 2007.
El 21 de abril de 2005, se celebró en Vilna, en el marco de una reunión informal de los Ministros de Asuntos Exteriores de los países de la OTAN, una reunión de la Comisión Ucrania-OTAN que abrió una nueva etapa en las relaciones de Ucrania con la alianza: el "diálogo intensivo", que pretendía ser el primer paso hacia el ingreso de Ucrania en la OTAN.
Durante la primera visita oficial del presidente Víktor Yúshchenko a Estados Unidos, el presidente George W. Bush declaró: "Soy partidario de la idea del ingreso de Ucrania en la OTAN". En una declaración oficial conjunta de los Presidentes de Ucrania y Estados Unidos, se dijo que Washington apoya la propuesta de iniciar un diálogo intensivo sobre la adhesión de Ucrania al Plan de Acción para la Adhesión a la OTAN.
En abril de 2005, Víktor Yúshchenko reincorporó a la doctrina militar ucraniana la mención del objetivo estratégico de Ucrania: "la plena adhesión a la OTAN y a la Unión Europea". El nuevo texto decía lo siguiente "Partiendo del hecho de que la OTAN y la UE son los garantes de la seguridad y la estabilidad en Europa, Ucrania se está preparando para ser miembro de pleno derecho de estas organizaciones". Al igual que en la versión anterior, la tarea de "reformar profundamente la esfera de la defensa del Estado de acuerdo con las normas europeas" fue calificada como "una de las prioridades más importantes de la política interior y exterior".
El 20 de enero de 2006, en Budapest, tras una reunión de los ministros de defensa de los países de Europa del Este –miembros de la OTAN–, Hungría, la República Checa, Polonia y Eslovaquia (a la que asistió el ministro de Defensa de Ucrania Anatolii Hrytsenko), se anunció que estos estados estaban dispuestos a apoyar la entrada de Ucrania en la OTAN. Como se dijo, una condición necesaria para ello debería ser el apoyo a este paso por parte de la sociedad ucraniana y la consecución de la estabilidad interna en Ucrania.
El 27 de abril de 2006, en una reunión de ministros de Asuntos Exteriores de la OTAN, el representante del Secretario General de la OTAN, James Appathurai, declaró que todos los miembros de la alianza apoyan la rápida integración de Ucrania en la OTAN. Rusia, por su parte, expresó su preocupación por este hecho. Como declaró el representante oficial del Ministerio de Asuntos Exteriores ruso, Mijaíl Kamynin, "de facto, hablaremos de un serio cambio político-militar que afecta a los intereses de Rusia, lo que requerirá importantes fondos para la correspondiente reorientación de los potenciales militares, la reorganización del sistema de relaciones militares-industriales. Los acuerdos en el ámbito del control de armas pueden verse afectados".
En agosto-septiembre de 2006, después de que el Partido de las Regiones recibiera la mayoría de los votos en las siguientes elecciones parlamentarias y de que el gobierno fuera presidido por el rival político de Víktor Yúshchenko, Víktor Yanukóvich, se produjo un giro en la política exterior de Ucrania. A finales de 2006, no quedaba ni un solo representante del bloque pro-presidencial Nuestra Ucrania en el gobierno. Las declaraciones de política exterior de Víktor Yanukóvich contradecían el rumbo de Yúshchenko.

#### Solicitud de adhesión de Ucrania al Plan de Acción para la Adhesión a la OTAN
En enero de 2008, el Senador  estadounidense  Richard Lugar declaró: "El presidente ucraniano, Víktor Yúshchenko, la primera ministra, Yulia Tymoshenko, y el Presidente del Parlamento, Arsenii Yatseniuk, han firmado la declaración en la que se pide que se considere la entrada de Ucrania en el plan de acción de la OTAN en la cumbre de Bucarest."
El parlamento ucraniano presidido por Arsenii Yatseniuk no pudo celebrar su sesión parlamentaria ordinaria tras la decisión de la oposición parlamentaria de impedir el funcionamiento del parlamento en protesta por la adhesión a la OTAN. El parlamento estuvo bloqueado desde el 25 de enero hasta el 4 de marzo de 2008 (el 29 de febrero de 2008 los líderes de las facciones acordaron un protocolo de entendimiento mutuo). El presidente estadounidense George W. Bush y los dos candidatos a la presidencia de Estados Unidos en las elecciones de 2008, los senadores estadounidenses Barack Obama y John McCain, ofrecieron su apoyo a la adhesión de Ucrania a la OTAN. Las reacciones rusas fueron negativas.

#### Cumbre de Bucarest: 2008–2009
En la cumbre de la OTAN celebrada en Bucarest en abril de 2008, la OTAN decidió que aún no ofrecería la adhesión a Georgia y Ucrania; no obstante, el Secretario General de la OTAN, Jaap de Hoop Scheffer, afirmó que Georgia y Ucrania acabarían siendo miembros. Al parecer, Francia y Alemania se opusieron. 
En noviembre de 2008, la canciller alemana Angela Merkel, la primera ministra Yulia Tymoshenko y el exministro de Defensa ucraniano, Anatolii Hrytsenko, dudaron de que Ucrania obtuviera la adhesión al MAP en diciembre de 2008. En una entrevista en el diario The Times a finales de noviembre, el presidente Yushchenko declaró: "Ucrania ha hecho todo lo que tenía que hacer. Estamos entregados a este ritmo. Todo lo demás es una cuestión de voluntad política de los aliados que representan a la OTAN". Aunque la Vicesecretaria General de la OTAN, Aurelia Bouchez, y el Secretario General de la OTAN, Jaap de Hoop Scheffer, seguían apoyando la candidatura de Ucrania a la OTAN en ese momento, la administración Bush parecía no impulsar la adhesión de Georgia y Ucrania al MAP a finales de noviembre de 2008. Presidente de Rusia Dmitri Medvédev respondió que "la razón ha prevalecido". El 3 de diciembre de 2008 OTAN lo decidió saldrá un Programa Nacional Anual de proporcionar asistencia a Ucrania para implementar las reformas requirieron a accede la alianza sin referir a MAPA.
En las consultas OTAN-Ucrania entre Ministros de Defensa celebradas en la sede de la OTAN en Bruselas en noviembre de 2009, el Secretario General de la OTAN, Anders Fogh Rasmussen, elogió el primer Programa Nacional Anual de Ucrania, en el que se exponían los pasos que pretendía dar para acelerar la reforma interna y la alineación con las normas euroatlánticas, como un paso importante en el camino de Ucrania para convertirse en miembro de la Alianza.

### Presidencia de Víktor Yanukóvich (2010–2014)
El candidato a las elecciones presidenciales de 2010 y líder del Partido de las Regiones, Víktor Yanukóvich, declaró durante la campaña electoral presidencial de 2010 que el nivel actual de cooperación de Ucrania con la OTAN era suficiente y que, por tanto, la cuestión de la adhesión del país a la alianza no era urgente.
Tras las elecciones, el 14 de febrero de 2010, el recién elegido presidente Víktor Yanukóvich dijo que las relaciones de Ucrania con la OTAN estaban actualmente "bien definidas", y que no había "ninguna cuestión de adhesión de Ucrania a la OTAN". Dijo que la cuestión del ingreso de Ucrania en la OTAN podría "surgir en algún momento, pero no lo veremos en un futuro inmediato".
El 1 de marzo de 2010, durante su visita a Bruselas, Yanukóvich dijo que no habría cambios en el estatus de Ucrania como miembro del programa de acercamiento de la alianza. Más tarde, durante un viaje a Moscú, reiteró que Ucrania seguiría siendo un "Estado europeo no alineado".
A partir de mayo de 2010, la OTAN y Ucrania continuaron cooperando en el marco del Programa Nacional Anual, incluyendo ejercicios conjuntos. Según Ucrania, la continuación de la cooperación Ucrania-OTAN no excluye el desarrollo de una asociación estratégica con Rusia.
El 27 de mayo de 2010, Yanukóvich declaró que consideraba las relaciones de Ucrania con la OTAN como una asociación, "y Ucrania no puede vivir sin esta [asociación], porque Ucrania es un país grande".
El 3 de junio de 2010, el Parlamento ucraniano aprobó un proyecto de ley propuesto por el presidente que excluía el objetivo de "integración en la seguridad euroatlántica y la pertenencia a la OTAN" de la estrategia de seguridad nacional del país. La ley excluía la pertenencia de Ucrania a cualquier bloque militar, pero permitía la cooperación con alianzas como la OTAN. "La integración europea" sigue formando parte de la estrategia de seguridad nacional de Ucrania.
El 24 de junio de 2010, el Consejo de Ministros de Ucrania aprobó un plan de acción para implementar un programa nacional anual de cooperación con la OTAN en 2010. Este  incluía :
- La participación de la aviación y el material de transporte ucranianos en el transporte de carga y personal de las fuerzas armadas de los Estados miembros de la OTAN y de los socios que participan en las misiones y operaciones de mantenimiento de la paz dirigidas por la OTAN.
- La continuación de la participación de Ucrania en una operación de mantenimiento de la paz en Kosovo.
- El posible refuerzo de los contingentes ucranianos de mantenimiento de la paz en Afganistán e Irak.
- La participación de Ucrania en una serie de eventos internacionales organizados por la OTAN.
- Formación de tropas ucranianas en las estructuras de los miembros de la OTAN.

Ucrania y la OTAN siguieron celebrando seminarios conjuntos y ejercicios y operaciones tácticas y estratégicas conjuntas durante la presidencia de Yanukóvich.

### Guerra ruso-ucraniana
Víktor Yanukóvich huyó de Ucrania en medio de la revuelta del Euromaidán en febrero de 2014 y el Gobierno interino de Yatseniuk llegó al poder. El Gobierno de Yatseniuk declaró inicialmente que no tenía la intención de convertir a Ucrania en miembro de la OTAN.
Los funcionarios de la OTAN prometieron apoyar a Ucrania y se esforzaron por restar importancia a las tensiones entre el bloque y Rusia, que se negó a reconocer la destitución de Yanukóvich o el Gobierno de Yatseniuk. A finales de febrero de 2014, Anders Fogh Rasmussen, Secretario General de la OTAN, reafirmó que el ingreso en la OTAN sigue siendo una opción para Ucrania.

#### Primera fase de la guerra

##### Respuesta militar de los Estados Unidos y otros miembros de la OTAN
La primera semana de marzo de 2014, Estados Unidos envió al Mar Negro un grupo de portaaviones que incluyó al USS George H. W. Bush —que transportaba 90 aviones y helicópteros de varios tipos— además de otras diecisiete naves y tres submarinos (al menos uno era de la clase Ohio con misiles balísticos). Turquía concedió el paso a un buque de guerra estadounidense —con un límite de 21 días de estancia en el Mar Negro— pero no al citado portaaviones, cumpliendo con ello los estándares de peso de la Convención de Montreux. Adicionalmente, El Pentágono envió seis aviones de combate y un avión de reabastecimiento de combustible para aumentar los cuatro que ya participan en la misión Policía Aérea del Mar Báltico. El 6 de marzo, se anunció que 12 combatientes y 300 miembros del personal de servicio irían a Polonia.
En los días siguientes se publicaron en internet videos donde aparecía personal militar de la compañía privada estadounidense Blackwater Worldwide en las calles de Donetsk. Al mismo tiempo, aviones de la OTAN comenzaron a vigilar la frontera de Kaliningrado con Polonia y Lituania. Además, el 10 de marzo el destructor de la Armada estadounidense USS Donald Cook cruzó el estrecho del Bósforo hacia el Mar Negro como parte de los esfuerzos de El Pentágono por mostrar «apoyo a los aliados de Europa del Este, preocupados por la concentración de las tropas rusas en la frontera con Ucrania». Ya el 12 de marzo, Bulgaria, Rumanía y Estados Unidos realizaron una serie de ejercicios conjuntos en la parte occidental del Mar Negro, en unas maniobras que formaban parte de la preparación conjunta de las flotas de los tres países.
El 13 de marzo, funcionarios dieron a conocer una solicitud del Gobierno de Ucrania a El Pentágono en la que pedían el suministro de cantidades «significativas» de armas y municiones, equipos de comunicaciones, de apoyo de inteligencia, combustible de aviación y otros elementos. Sin embargo, las autoridades estadounidenses se negaron a «tender la mano militar» a Kiev, ya que en ese momento no consideraban la posibilidad de prestar asistencia militar. Al día siguiente, el Departamento de Defensa de Estados Unidos decidió ampliar «por unos cuantos días» la estancia en el Mediterráneo de su portaaviones George H. W. Bush, acompañado con otras naves.
El 19 de abril de 2014, el ministro de Defensa polaco anunció que Estados Unidos desplegaría sus tropas en Polonia en respuesta al «despliegue ruso» en el este de Ucrania. El 2 de mayo, una flotilla de buques dragaminas de la OTAN llegó a Klaipeda, en Lituania, para «fortalecer» las fuerzas en la región en respuesta a la crisis ucraniana. El Ministerio de Defensa de dicho país informó que «esta visita del grupo de dragaminas a la zona del mar Báltico tiene como objetivo garantizar la seguridad marítima en la región y la disponibilidad de la OTAN para responder a cualquier incidente». La flotilla está compuesta por cinco embarcaciones de Noruega, Países Bajos, Bélgica y Estonia y llevarán a cabo en aguas territoriales de Letonia entrenamientos entre el 9 y 22 de mayo. Al mismo tiempo, partieron hacia Estonia una unidad británica de infantería compuesta por 100 efectivos. Además, la primera ministra de Letonia, Laimdota Straujuma, dijo que le gustaría ver efectivos de las Fuerzas Armadas estadounidenses en una base permanente en el territorio de su país, siendo justificadas por la situación en Ucrania. Anteriormente, la OTAN ya había intensificado patrullas de «policía aérea» en los países bálticos, Polonia y Rumanía, por la situación en Ucrania.

#### Presidencia de Petró Poroshenko (2014–2019)

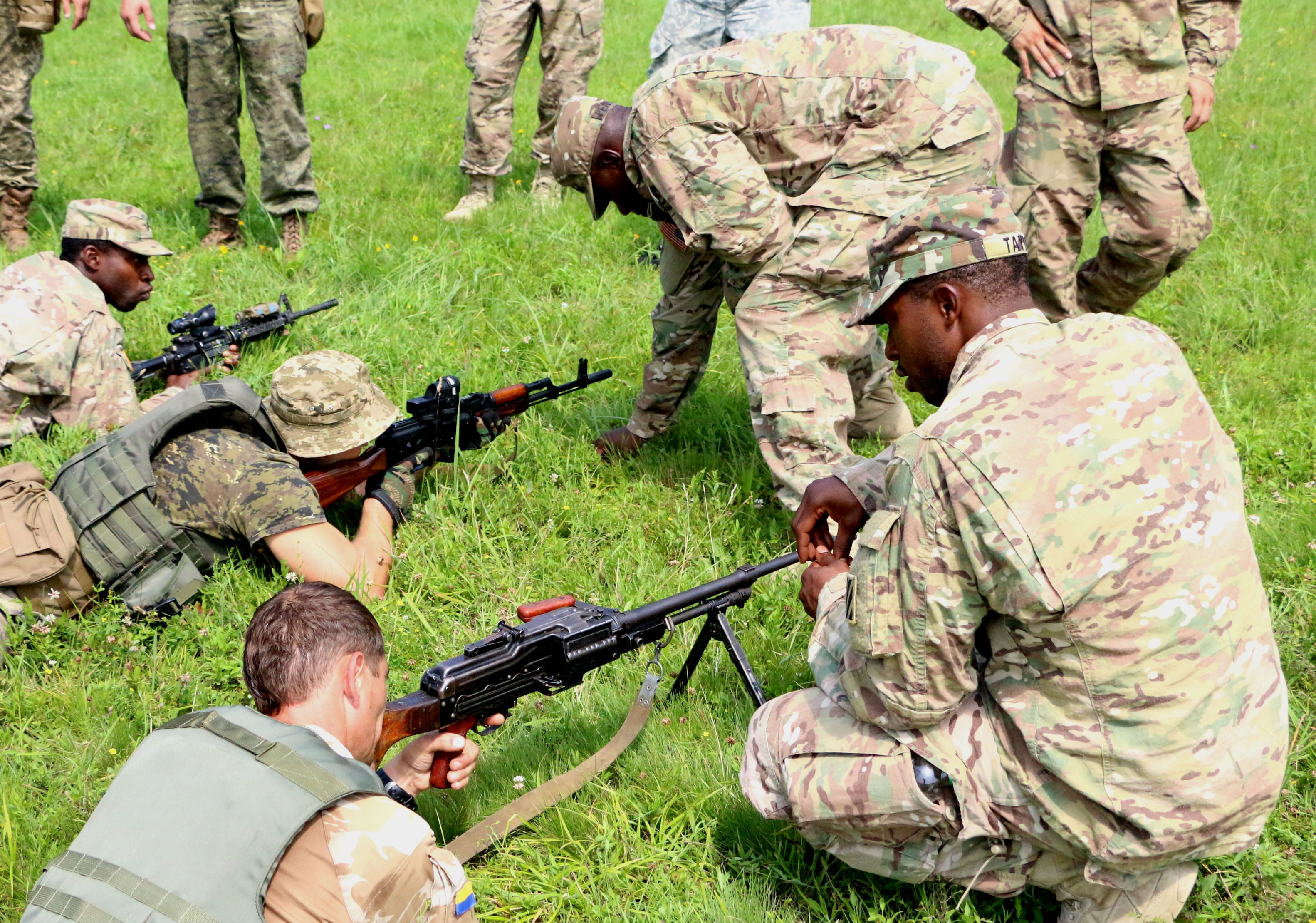
Soldados del 6.º Escuadrón del 8.º Regimiento de Caballería del 2.º Equipo de Combate de la Brigada de Infantería de la 3.ª División de Infantería entrenan a soldados ucranianos a apretar el gatillo durante un ejercicio de 2016.

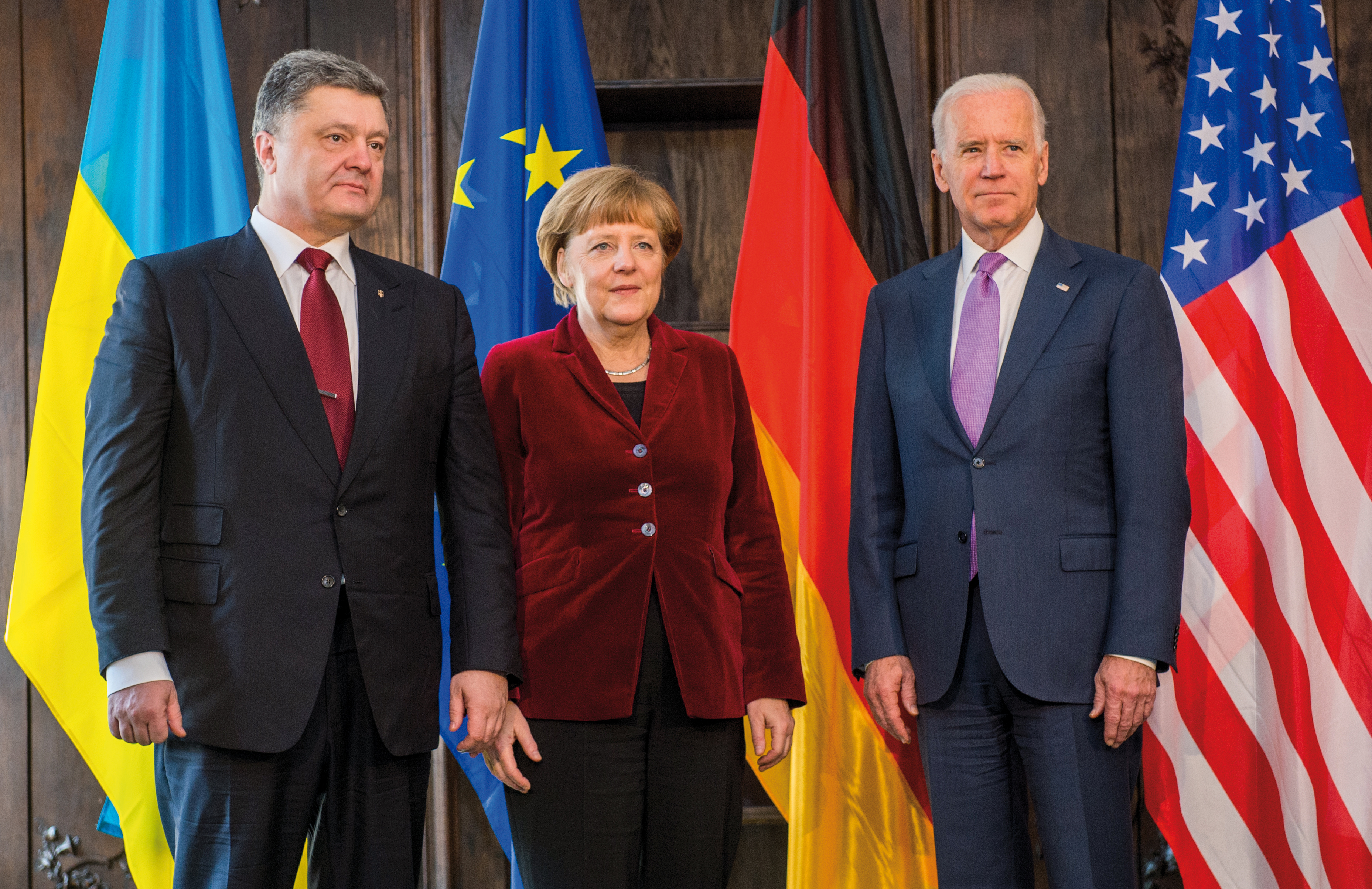
Petró Poroshenko con la Ceanciller alemana Angela Merkel y el vicepresidente de los Estados Unidos Joe Biden, febrero de 2015.

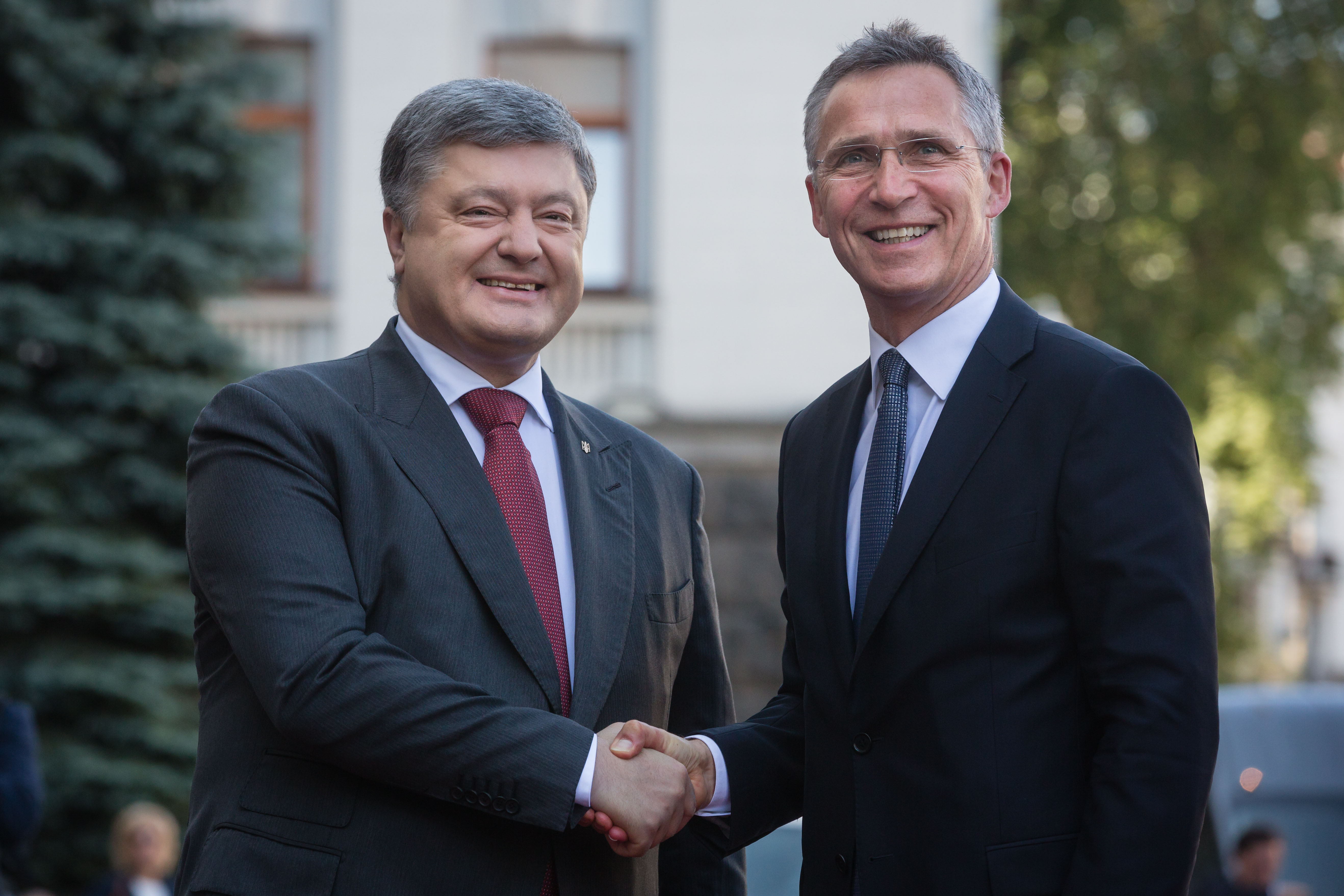
El secretario general de la OTAN, Jens Stoltenberg, y Petró Poroshenko, 10 de julio de 2017.

El 29 de diciembre de 2014, el Presidente de Ucrania Petró Poroshenko (elegido presidente el 25 de mayo de 2014) prometió celebrar un referéndum sobre el ingreso en la OTAN. Ya el 29 de agosto anterior, tras los informes de que los militares rusos estaban operando dentro de Ucrania, el primer ministro ucraniano, Arsenii Yatseniuk, anunció que pediría al parlamento ucraniano que pusiera a Ucrania en la senda de la adhesión a la OTAN. Como parte de estos esfuerzos, y para descartar la futura adhesión de Ucrania a la Unión Económica Euroasiática y a otras entidades supranacionales dirigidas por Rusia, Yatseniuk también presentó un proyecto de ley para derogar el estatus de no bloque de Ucrania instituido anteriormente por Yanukovich. Tras las elecciones parlamentarias de octubre de 2014, el nuevo gobierno hizo de la adhesión a la OTAN una prioridad.
El 23 de diciembre de 2014, tras violar Rusia el Memorándum de Budapest con la anexión de Crimea, el Parlamento ucraniano renunció al estatus de no alineado de Ucrania, una medida duramente condenada por Rusia. La nueva ley afirma que el anterior estatus de no alineado de Ucrania «demostró ser ineficaz para garantizar la seguridad de Ucrania y proteger al país de agresiones y presiones externas» y también pretende profundizar en la cooperación ucraniana con la OTAN «con el fin de alcanzar los criterios que se requieren para ser miembro de la alianza».
En 2015, se planificaron una serie de ejercicios militares entre los miembros de la OTAN y Ucrania. Entre ellas, la Operación Fearless Guardian (con un total de 2.200 participantes, incluidos 1.000 militares estadounidenses). El personal y el equipamiento iniciales de la 173.ª Brigada Aerotransportada llegaron a Yavoriv, en el oblast de Lviv, el 10 de abril de 2015. Fearless Guardian entrenaría a la recién formada Guardia Nacional de Ucrania en el marco del Fondo de Seguridad para Contingencias Globales aprobado por el Congreso. En el marco del programa, Estados Unidos iba a entrenar a tres batallones de tropas ucranianas durante un periodo de seis meses a partir de abril de 2015. Otros ejercicios incluyeron Sea Breeze 2015 (un total de 2.500 efectivos, de los cuales 1.000 eran militares estadounidenses y 500 militares de países de la OTAN o de la "Asociación para la Paz"), "Saber Guardian/Rapid Trident - 2015" (un total de 2.100 efectivos, de los cuales 500 eran militares estadounidenses y 600 de países de la OTAN o de la "Asociación para la Paz"), así como el ejercicio aéreo ucraniano-polaco "Safe Skies - 2015" (un total de 350 participantes, de los cuales 100 eran militares polacos) y la policía militar "Law and Order - 2015" (total de 100 participantes, de los cuales 50 eran militares polacos).
En septiembre de 2015, la OTAN puso en marcha cinco fondos fiduciarios por valor de 5,4 millones de euros para el ejército ucraniano. Estaba previsto enviar 2 millones de euros para la modernización de los sistemas de comunicación, 1,2 millones de euros para reformar los sistemas logísticos y de estandarización, 845 mil euros para rehabilitación física y prótesis, 815 mil euros para la ciberdefensa y 410 mil euros para el reciclaje y el reasentamiento.
En marzo de 2016, el presidente de la Comisión Europea Jean-Claude Juncker, declaró que Ucrania tardaría al menos entre 20 y 25 años en integrarse en la UE y la OTAN. El 8 de junio de 2017, la Rada Suprema de Ucrania aprobó una ley que convierte la integración en la OTAN en una prioridad de política exterior. En julio de 2017, Poroshenko anunció que buscaría la apertura de negociaciones sobre un plan de acción para la adhesión a la OTAN. Ese mismo mes, el presidente Poroshenko comenzó a proponer un «sistema de patrocinio», vinculando a las regiones individuales con los Estados europeos.
El 10 de marzo de 2018, la OTAN añadió a Ucrania en la lista de aspirantes a miembros de la OTAN (entre otros, Bosnia y Herzegovina y Georgia). Varios meses después, a finales de junio, la Rada Suprema de Ucrania aprobó un proyecto de ley de seguridad nacional: el proyecto define los principios de la política estatal de seguridad y defensa nacional, además de centrarse en la integración de Ucrania en el sistema europeo de seguridad, económico y jurídico; la mejora de las relaciones mutuas con otros Estados y la posible adhesión a la UE y la OTAN.
El 20 de septiembre de 2018, el parlamento ucraniano aprobó enmiendas a la constitución que harían de la adhesión del país a la OTAN y a la UE un objetivo central y el principal objetivo de política exterior.
El 7 de febrero de 2019, el parlamento ucraniano votó con una mayoría de 334 de 385 para cambiar la constitución ucraniana con el fin de ayudar a Ucrania a entrar en la OTAN y la Unión Europea. Tras la votación, el presidente ucraniano Poroshenko declaró: «Este es el día en que el paso de Ucrania a la Unión Europea y a la Alianza del Atlántico Norte se consolidará en la Constitución como un hito político exterior».

#### Presidencia de Volodímyr Zelensky (desde 2019)

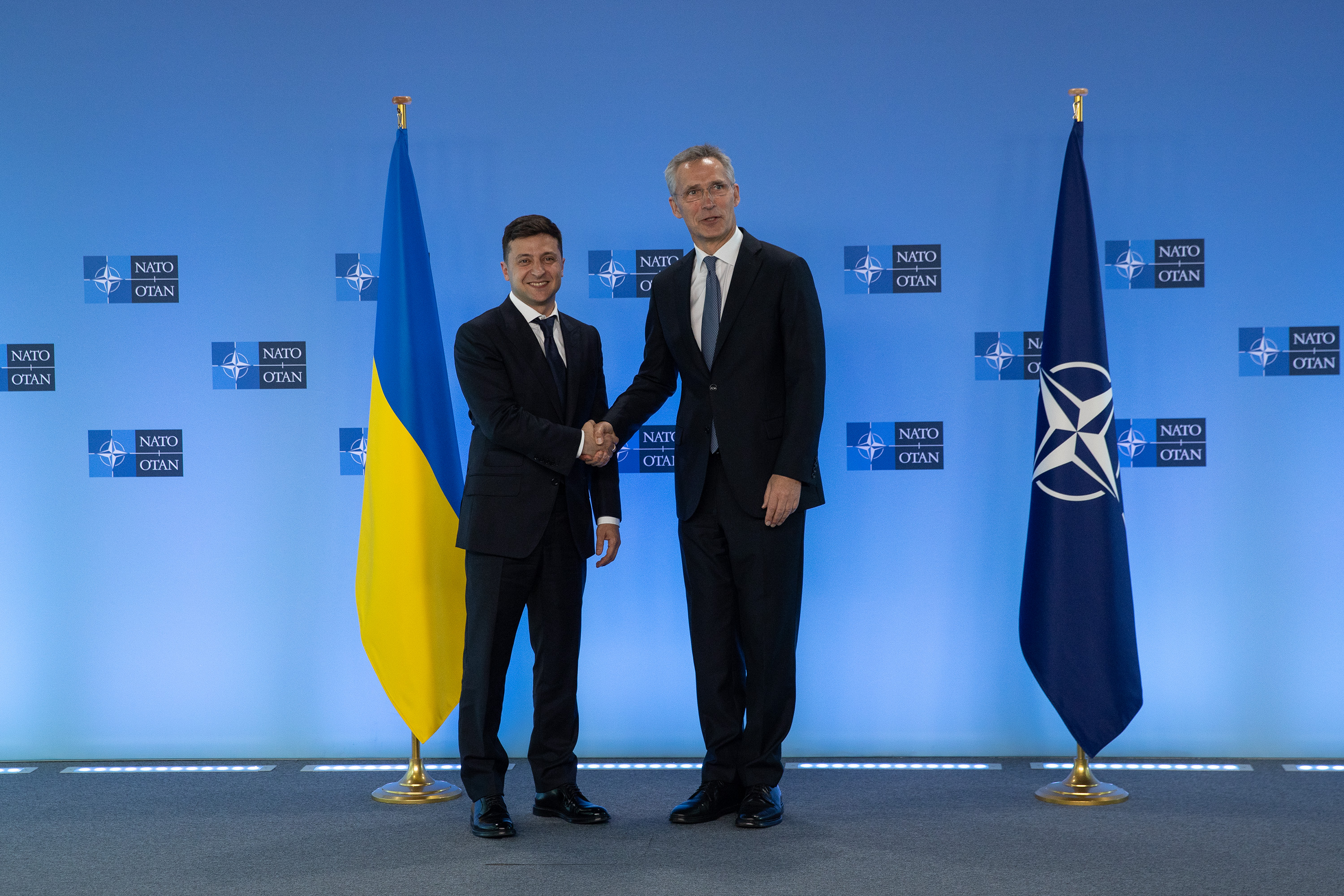
El presidente ucraniano Volodímyr Zelensky con el Secretario General de la OTAN Jens Stoltenberg en junio de 2019.

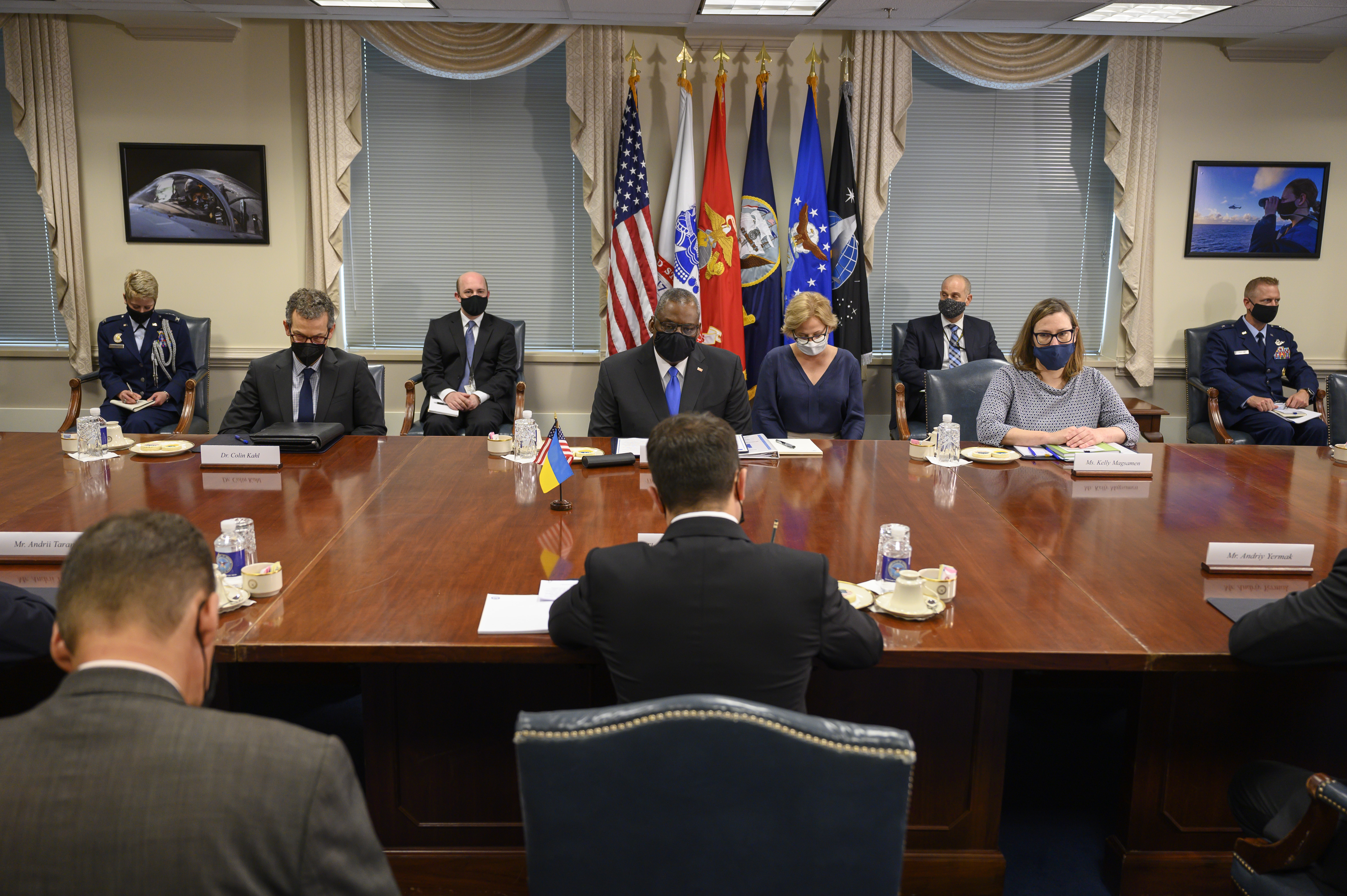
Zelensky y el Secretario de Defensa estadounidense Lloyd Austin el 31 de agosto de 2021.

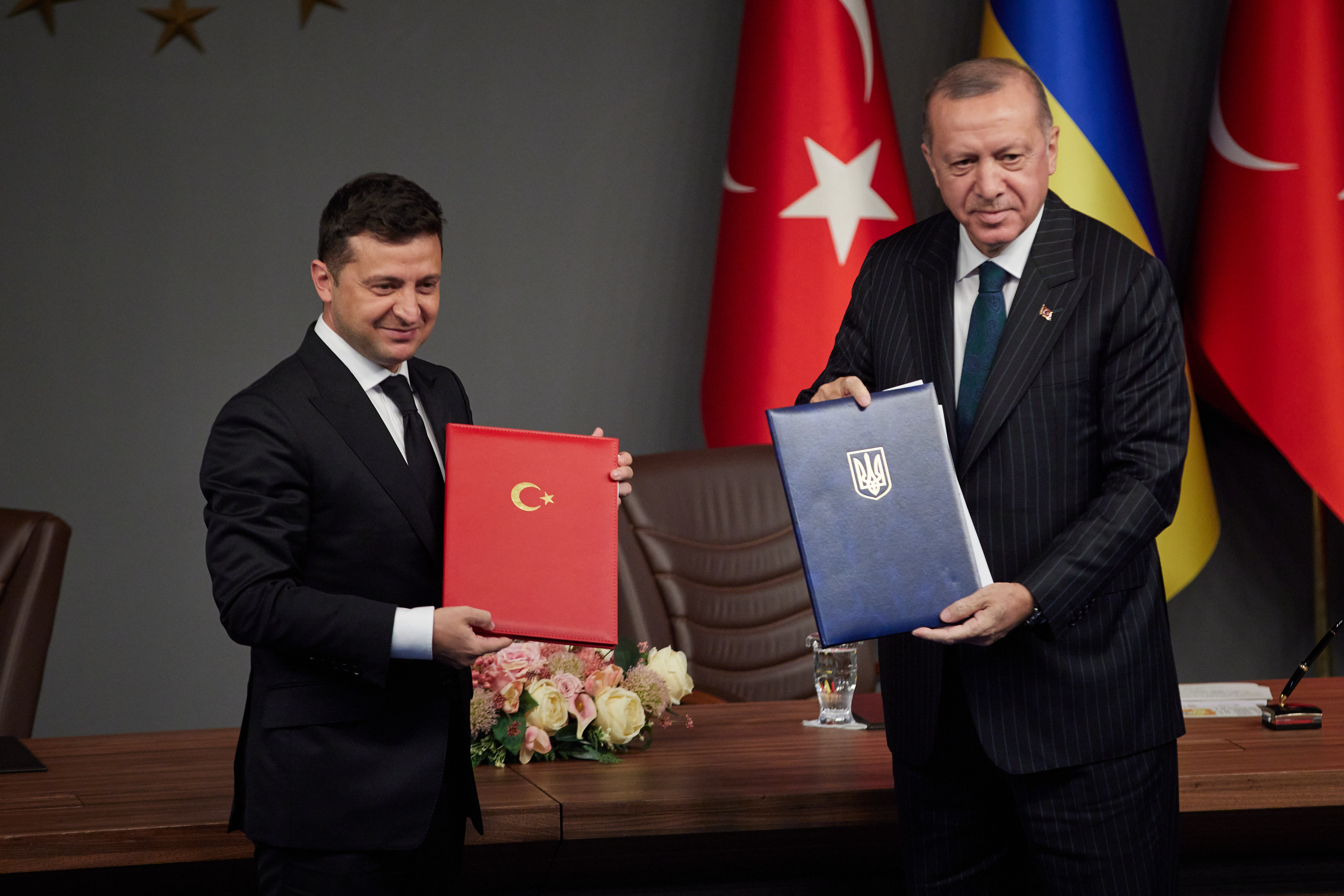
Zelensky y el presidente turco Recep Tayyip Erdoğan.

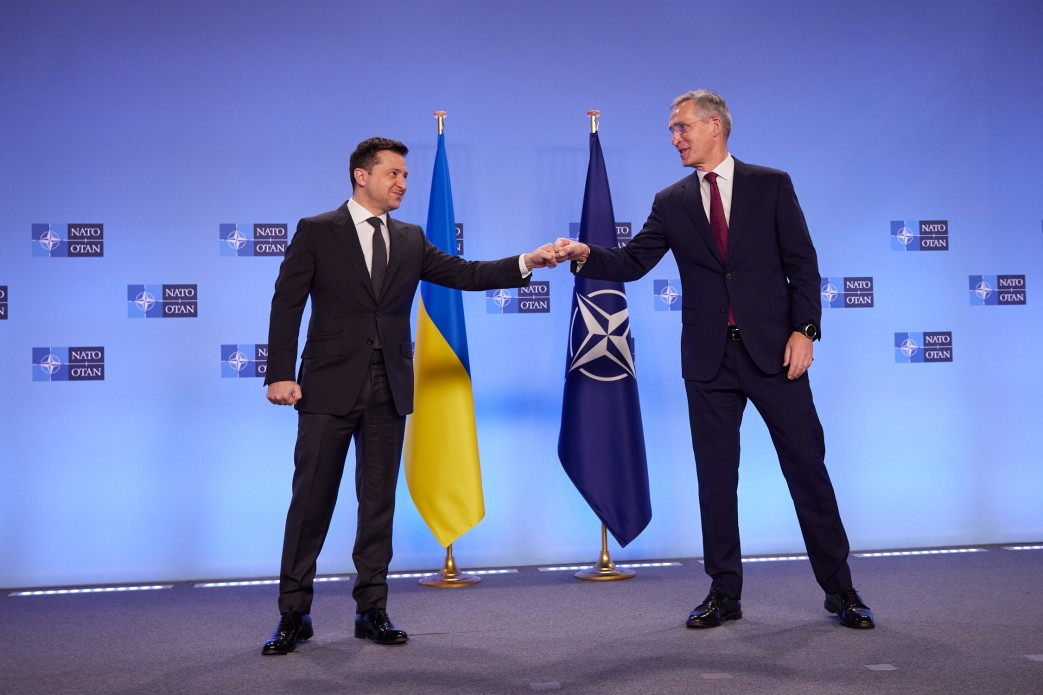
El Presidente de Ucrania, Volodímyr Zelensky, y el Secretario General de la OTAN, Jens Stoltenberg. Bruselas, 16 de diciembre de 2021.

El 12 de junio de 2020, Ucrania se unió al programa de interoperabilidad de socio de oportunidad mejorada de la OTAN. Según una declaración oficial de la OTAN, el nuevo estatus "no prejuzga ninguna decisión sobre la adhesión a la OTAN".
El 8 de octubre de 2020, durante una reunión con el Primer ministro Boris Johnson en Londres, el presidente Volodímyr Zelensky declaró que Ucrania necesita un Plan de Acción para la Adhesión a la OTAN, ya que el ingreso en la OTAN contribuirá a la seguridad y defensa de Ucrania.
El 1 de diciembre de 2020, el ministro de Defensa de Ucrania, Andrii Tarán, declaró que Ucrania expone claramente sus ambiciones de obtener el Plan de Acción para la Adhesión a la OTAN y espera un amplio apoyo político y militar para tal decisión en la próxima Cumbre de la Alianza en 2021. Dirigiéndose a los embajadores y agregados militares de los Estados miembros de la OTAN, así como a los representantes de la oficina de la OTAN en Ucrania, se les instó a informar a sus capitales de que Ucrania esperaría su pleno apoyo político-militar para alcanzar dicha decisión en la próxima Cumbre de la OTAN de 2021. Esto debería ser un paso práctico y una demostración de compromiso con la Cumbre de Bucarest de 2008.
A finales de noviembre de 2020, se supo que la Cumbre de la OTAN de 2021 considerará la cuestión de volver a la "política de puertas abiertas", incluida la cuestión de proporcionar a Georgia un Plan de Acción para la Adhesión (MAP). El 9 de febrero de 2021, el Primer Ministro de Ucrania, Denýs Shmyhal, declaró que esperaba que Ucrania pudiera recibir un plan de acción para la adhesión a la OTAN al mismo tiempo que Georgia. En respuesta, el Secretario General de la Alianza, Jens Stoltenberg, confirmó durante la visita del Primer Ministro Shmyhal a Bruselas que Ucrania es candidata a la adhesión a la OTAN.
El 7 de abril de 2021, tras el inicio de la concentración de tropas rusas cerca de la frontera ucraniana, el ministro lituano de Asuntos Exteriores, Gabrielius Landsbergis, declaró en una rueda de prensa con su homóloga española, Arancha González Laya , que Lituania tiene la intención de ofrecer a sus aliados de la OTAN un Plan de Acción para la Adhesión (MAP) a Ucrania:

En un futuro próximo, deberíamos dirigirnos de nuevo a nuestros colegas con una carta para considerar la posibilidad de conceder el MAP a Ucrania. Estoy convencido, y ya hemos empezado a discutir esta cuestión con nuestros colegas de los países bálticos, de que la OTAN podría repetir su propuesta de proporcionar a Ucrania un plan de adhesión. Este paso se convertirá en una "fuerte señal para Rusia", en particular, de que Ucrania ha elegido la dirección transatlántica para sí misma, es apreciada y tiene apoyo en los países de la OTAN. - subrayó Landsbergis.

Por su parte, la ministra española de Asuntos Exteriores, a pesar de que Ucrania no es miembro de la Alianza, dijo que las relaciones de los Aliados con ella son ya "fructíferas, útiles y son un símbolo de la visión de la OTAN de una vecindad pacífica". También añadió que la cuestión de Ucrania debería discutirse en la cumbre de la Alianza del Atlántico Norte, prevista para junio de este año.
El 10 de abril de 2021, el ministro de Defensa de Ucrania, Andrii Tarán, declaró que la máxima prioridad de los dirigentes políticos ucranianos es obtener el Plan de Acción para la Adhesión (MAP) a la Alianza del Atlántico Norte en 2021. Según el jefe del Ministerio de Defensa ucraniano, el mecanismo más convincente y eficaz para comunicar a Moscú la posición de la comunidad internacional es "acelerar la aplicación de la decisión de la Cumbre de Bucarest de la OTAN de 2008 sobre nuestra pertenencia a la Alianza". También el presidente turco, Recep Tayyip Erdoğan, apoyó el MAP para Ucrania en una declaración conjunta del Noveno Consejo Estratégico de Alto Nivel entre Ucrania y la República de Turquía.
El senador demócrata Chris Murphy declaró en una sesión informativa en Kiev, tras una reunión con el presidente ucraniano Volodímyr Zelensky, que la concesión a Ucrania de un MAP sería el siguiente paso lógico hacia el ingreso en la OTAN. Destacó que Ucrania ya ha realizado varias reformas necesarias para convertirse en miembro de la OTAN, así como para llevar a cabo reformas adicionales. También señaló que si Ucrania y Georgia hubieran recibido el MAP en 2008, no habría habido ningún conflicto con Rusia:

Comprendo la preocupación de la OTAN ante la perspectiva de integrarse en un país en conflicto. Pero, francamente, si Ucrania y Georgia hubieran recibido el MAP en 2008, no creo que hubiera habido ningún conflicto.

Por otra parte, el presidente de Ucrania, Volodímyr Zelensky, calificó como una de las posibles amenazas que podrían reforzar la posición de Rusia en Europa el hecho de no dar a Ucrania una señal clara y unos plazos concretos para obtener un Plan de Acción para el ingreso en la OTAN. En la Cumbre de Bruselas de junio de 2021, los líderes de la OTAN reiteraron la decisión adoptada en la Cumbre de Bucarest de 2008 de que Ucrania se convertiría en miembro de la Alianza con el Plan de Acción para la Adhesión (MAP) como parte integrante del proceso y el derecho de Ucrania a determinar su propio futuro y curso de política exterior sin injerencias externas. El Secretario General de la OTAN, Jens Stoltenberg, también subrayó que Rusia no podrá vetar la adhesión de Ucrania a la OTAN, ya que no volveremos a la era de las esferas de interés, cuando los países grandes deciden lo que deben hacer los más pequeños:

Cada país elige su propio camino, y esto también se aplica al ingreso en la OTAN. Corresponde a Ucrania y a los 30 miembros de la OTAN decidir si aspira a ser miembro de la Alianza. Rusia no tiene nada que decir sobre si Ucrania debe ser miembro de la Alianza. No puede vetar las decisiones de sus vecinos. No volveremos a la era de las esferas de interés, cuando los países grandes deciden qué hacer con los más pequeños.

El 28 de junio de 2021, las fuerzas ucranianas y de la OTAN iniciaron ejercicios navales conjuntos en el Mar Negro bajo el nombre de Sea Breeze 2021. Rusia condenó las maniobras y el Ministerio de Defensa ruso dijo que las vigilaría de cerca.
El 11 de enero de 2022 se conoció la intención de un grupo de congresistas republicanos de presentar un proyecto de ley por el que se declara a Ucrania país OTAN+ y se inicia la revisión de la conveniencia de declarar a Rusia Estado patrocinador del terrorismo. Los autores del proyecto de ley argumentan que el reconocimiento de Ucrania como "país OTAN+" permitirá tomar rápidamente decisiones sobre el suministro y la venta de bienes y servicios de defensa estadounidenses a Ucrania. En particular, según Mike Rogers, coautor del proyecto de ley, esta norma se refiere al suministro de sistemas antibuque y de defensa aérea. Además, este proyecto de ley propone crear un mecanismo para la rápida imposición de sanciones contra Nord Stream 2 en caso de una invasión rusa a gran escala de Ucrania. Los autores del proyecto de ley están convencidos de que así bloquearán para siempre su puesta en marcha. Además, si se aprueba, Estados Unidos está obligado a considerar y votar si concede a Rusia el estatus de "país patrocinador del terrorismo internacional."
El 14 de enero de 2022, Andrii Yermak, Presidente de la Oficina del Presidente de Ucrania, dijo que las autoridades ucranianas esperan escuchar las condiciones específicas para unirse a la Alianza del Atlántico Norte:

Ucrania ha demostrado con sus principios y posiciones que estamos totalmente preparados y capacitados para ser miembro de la OTAN. Esto significa que en la cumbre de Madrid de este año esperamos ver y escuchar condiciones e información muy concretas al respecto, porque hoy, especialmente hoy, quiero repetir que ahora esto es una cuestión de vida o muerte para nuestro país.
 Andrii Yermak

El jefe de la Oficina del Presidente también elogió la preparación de sanciones en caso de una invasión rusa, pero advirtió que tal invasión "sería una gran tragedia".

## La opinión pública en Ucrania
Ucrania occidental siempre ha sido significativamente más pro-OTAN que el resto del país. Ucrania oriental es mucho más anti-OTAN y prorruso que el resto de Ucrania.
Una encuesta de Gallup realizada en octubre de 2008 mostró que el 43% de los ucranianos asociaba la OTAN como una amenaza para su país, mientras que sólo el 15% la asociaba con protección. Una encuesta realizada en noviembre de 2009 por Ukrainian Project System reveló que el 40,1% de los ucranianos encuestados afirmaba que la Organización de Tratado de Seguridad Colectiva (OTSC) era el mejor grupo de seguridad global del que podía formar parte Ucrania, y el 33,9% de los encuestados apoyaba la plena adhesión de Ucrania a la OTSC; más del 36% de los encuestados afirmaba que Ucrania debía permanecer neutral y sólo el 12,5% apoyaba la adhesión de Ucrania a la OTAN. Una encuesta de Gallup de 2009 mostró que el 40% de los adultos ucranianos asocian la OTAN con "amenaza" y el 17% con "protección". Según una encuesta del Razumkov Center en marzo de 2011, el 20,6% de media en toda Ucrania consideraba a la OTAN una amenaza; esta cifra era del 51% en Crimea. Una encuesta de Gallup de 2013 mostró que el 29% asociaba a la OTAN con "amenaza" y el 17% con "protección"; el 44% no veía ninguna de las dos cosas.
Tras la intervención militar rusa de 2014, anexión de Crimea y el inicio de la guerra del Donbass, muchos ucranianos cambiaron su opinión sobre la OTAN: las encuestas realizadas desde mediados de 2014 hasta 2016 mostraron que la mayoría de los ucranianos apoyaban la pertenencia a la OTAN.
El 29 de agosto de 2015, se presentó una petición electrónica al presidente de Ucrania, Petró Poroshenko, en la que se solicitaba la celebración de un referéndum sobre la adhesión a la OTAN. La petición alcanzó los 25.000 votos necesarios para ser considerada. La respuesta del presidente afirmaba que "una de las principales prioridades de la política exterior de Ucrania es profundizar en la cooperación con la OTAN para alcanzar los criterios requeridos para la adhesión a esta organización. En la actualidad, llevamos a cabo la reforma del sector de la seguridad en Ucrania para alcanzar los estándares de la OTAN y reforzar el sistema de defensa del país, que es necesario para contrarrestar la agresión rusa. Una vez que Ucrania cumpla todos los criterios necesarios para ingresar en la Alianza, la decisión final sobre esta importante cuestión será aprobada por el pueblo ucraniano en un referéndum."
En febrero de 2017, el presidente Poroshenko anunció que se celebraría un referéndum durante su presidencia, y las encuestas muestran que el 54% de los ucranianos está a favor de esa medida.
Según una encuesta sociológica realizada por el Instituto Ucraniano para el Futuro junto con la empresa sociológica New Image Marketing Group en enero de 2022, el 64% de los ucranianos apoya la adhesión de Ucrania a la OTAN, mientras que el 17% no la apoya, el 13% no tiene una opinión inequívoca sobre esta cuestión. En Ucrania occidental, en la ciudad de Kiev y en la Región sur de Ucrania, , se encuentran los mayores partidarios de la adhesión a la OTAN: 73%, 71% y 59%. Donde menos se apoya esta idea es en Región oriental de Ucrania, con un 47%.

## La oposición rusa al ingreso de Ucrania en la OTAN
|  | países miembros de la OTAN países en proceso de adhesión países a los que se les prometieron invitaciones | la membresía no es una meta no han anunciado posibles intenciones de membresía |

Las relaciones OTAN-Rusia se establecieron en 1991 en el marco del Consejo de Cooperación del Atlántico Norte. En 1994, Rusia se unió al programa Asociación para la Paz y, desde entonces, los países de la OTAN y Rusia han firmado varios acuerdos importantes de cooperación.
El Consejo Rusia-OTAN fue establecido en 2002 para manejar asuntos de seguridad y proyectos conjuntos. La cooperación entre Rusia y la OTAN ahora se desarrolla en varios sectores principales, que incluyen: la lucha contra el terrorismo, la cooperación militar, la cooperación en Afganistán (incluido el transporte por parte de Rusia de carga no militar de la Fuerza Internacional de Asistencia para la Seguridad y la lucha contra la producción local de drogas), cooperación industrial y no proliferación de armas.
El 1 de abril de 2014, los países miembros de la OTAN decidieron por unanimidad suspender toda cooperación práctica con la Federación Rusa en respuesta a la adhesión de Crimea, pero el Consejo OTAN-Rusia (NRC) no fue suspendido. El 18 de febrero de 2017, el Ministro de Relaciones Exteriores de Rusia, Sergey Lavrov, dijo que apoyaba la reanudación de la cooperación militar con la alianza de la OTAN. A fines de marzo de 2017, el Consejo se reunió antes de una conferencia de Ministros de Relaciones Exteriores de la OTAN en Bruselas, Bélgica.

países miembros de la OTAN
países en proceso de adhesión
países a los que se les prometieron invitaciones
la membresía no es una meta
no han anunciado posibles intenciones de membresía

Rusia se opone firmemente a cualquier expansión de la OTAN hacia el este. El 12 de febrero de 2008, el Presidente ruso Vladímir Putin dijo que Rusia podría apuntar sus misiles a Ucrania si su vecino entraba en la OTAN y aceptaba el despliegue de un escudo antimisiles estadounidense. El expresidente ucraniano Víktor Yúshchenko ha declarado en más de una ocasión que su país no permitiría bases militares extranjeras en su territorio; en diciembre de 2009, la OTAN no tenía previsto desplegar bases militares en Ucrania.
Al parecer, el Primer ministro Vladímir Putin declaró en una cumbre entre la OTAN y Rusia en 2008 que si Ucrania entraba en la OTAN, su país podría luchar para anexionarse el Este ucraniano y Crimea.
Durante una conferencia de la OTAN en el parlamento húngaro el 20 de noviembre de 2008, la vicesecretaria general adjunta Aurelia Bouchez dijo: "No debemos elegir entre la ampliación de la OTAN y Rusia, ya que necesitamos a ambas" y el Secretario General de la OTAN, Jaap de Hoop Scheffer, dijo en una conferencia en España doce días después "La aparición de Estados independientes en el antiguo espacio soviético es una realidad. La capacidad de estos estados para determinar su propio futuro es una prueba de fuego para la nueva Europa. ¿Tenemos que elegir entre las buenas relaciones con Rusia y una mayor ampliación? Mi respuesta es no: no elegiremos, no sacrificaremos una cosa por la otra. Traería nuevas líneas divisorias".
En una entrevista con la BBC el 18 de noviembre de 2014, el portavoz del presidente ruso Vladímir Putin, Dmitri Peskov, pidió «una garantía del 100% de que nadie pensaría en la entrada de Ucrania en la OTAN»; 2 días después el secretario general de la OTAN, Jens Stoltenberg, rechazó este llamamiento afirmando que sería «violar la idea de respetar la soberanía de Ucrania, que es algo fundamental».

### Solicitud de garantías de no adhesión de Ucrania a la OTAN

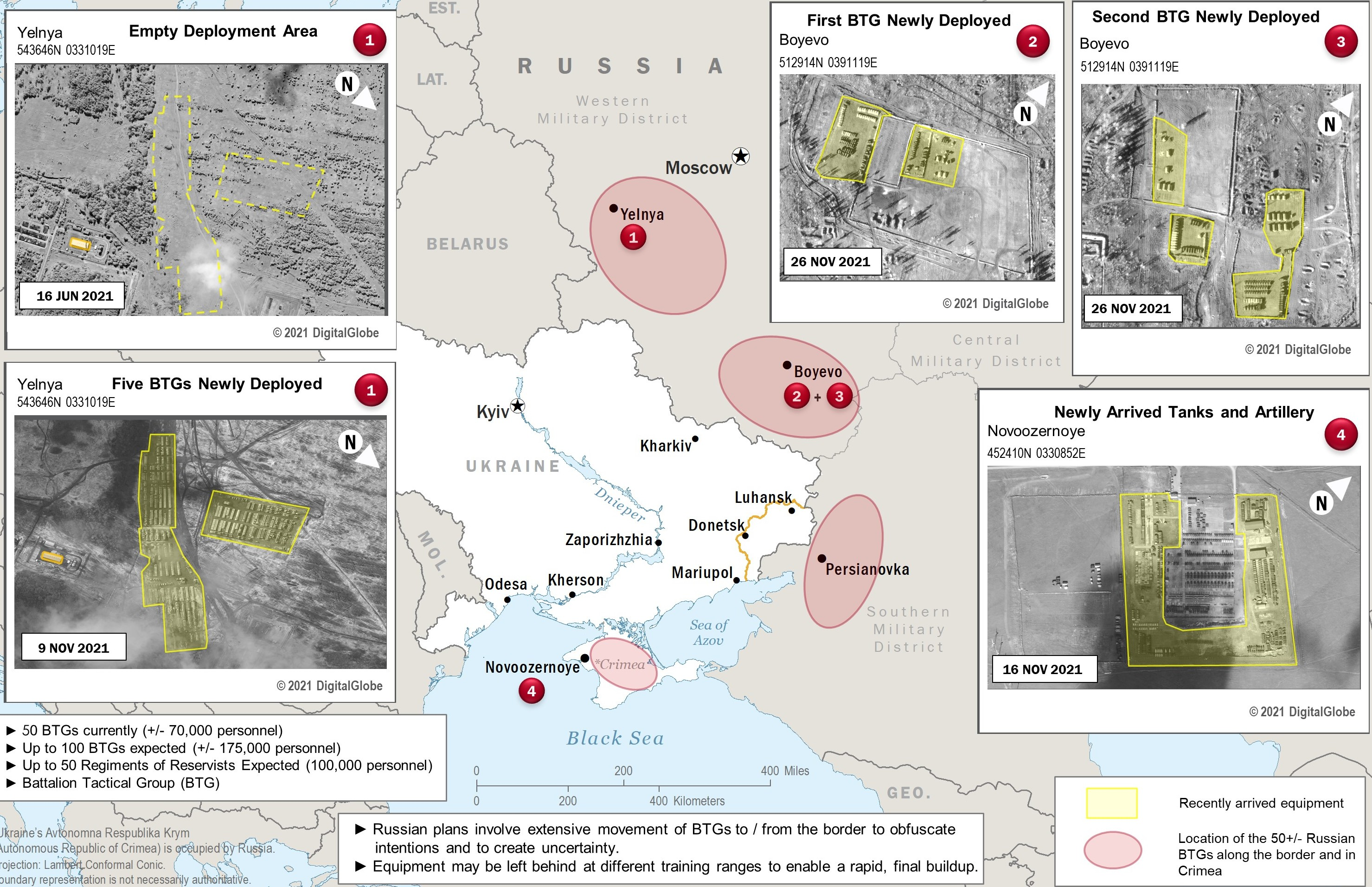
Mapa de la evaluación de la inteligencia estadounidense sobre el movimiento de las tropas rusas cerca de la frontera con Ucrania a partir del 3 de diciembre de 2021. Se estima que Rusia ha desplegado unos 70 000 soldados, la mayoría a una distancia de 100-200 km de la frontera ucraniana. Se estima que el número podría aumentar hasta 175 000. Publicado: The Washington Post.

El 30 de noviembre de 2021, el presidente ruso Putin declaró que una expansión de la presencia de la OTAN en Ucrania, especialmente el despliegue de cualquier misil de largo alcance capaz de alcanzar ciudades rusas o sistemas de defensa antimisiles similares a los de Rumanía y Polonia, sería una cuestión de «línea roja» para Rusia. Putin pidió al presidente de Estados Unidos, Joe Biden, garantías jurídicas de que la OTAN no se expandirá hacia el este ni pondrá «sistemas de armas que nos amenacen en las proximidades del territorio ruso». Según Putin, «si aparece algún tipo de sistema de ataque en el territorio de Ucrania, el tiempo de vuelo hasta Moscú será de siete a diez minutos, y de cinco minutos en el caso de que se despliegue un arma hipersónica». El Secretario General de la OTAN, Jens Stoltenberg, respondió que «sólo Ucrania y los 30 aliados de la OTAN deciden cuándo está preparada Ucrania para entrar en la OTAN. Rusia no tiene veto, no puede opinar y no tiene derecho a establecer una esfera de influencia para intentar controlar a sus vecinos».
El 1 de diciembre de 2021, el presidente ruso Vladímir Putin dijo que quería recibir garantías de Occidente de que Ucrania no entraría en la OTAN. El 16 de diciembre Stoltenberg declaró que la Alianza no haría concesiones a Rusia en la cuestión de la adhesión de Ucrania. Según él, Ucrania tiene derecho a la protección y, junto con la OTAN, determinará la cuestión del ingreso en la Alianza.
El 17 de diciembre, el Ministerio de Asuntos Exteriores ruso dio a conocer un proyecto de acuerdo entre Rusia y Estados Unidos sobre «garantías de seguridad» y un proyecto de acuerdo sobre medidas para garantizar la seguridad de Rusia y los Estados miembros de la OTAN. En particular, Rusia propone que la OTAN renuncie a la admisión de Georgia y Ucrania, así como a «cualquier actividad militar en el territorio de Ucrania». Rusia también insta a Estados Unidos a no establecer bases militares en la antigua Unión Soviética y a no aceptar a estos países en la OTAN.
El 9 de enero de 2022, tras una visita a Ucrania en enero de 2022 y un viaje a la línea de contacto en el este, el Alto Representante de la UE, Josep Borrell , escribió en su blog del sitio web del Servicio Europeo de Acción Exterior que algunas de las disposiciones de los llamados "proyectos de acuerdo" sobre garantías de seguridad para Rusia, presentados por el Kremlin en diciembre de 2021, contradicen los principios básicos del acta final de Helsinki de 1975, por lo que la disposición de la OTAN y de los países occidentales a debatir estas ideas no significa su voluntad de aceptarlas:

Los dirigentes rusos parecen tener la intención de hacer retroceder el reloj a los viejos tiempos de la lógica de la Guerra Fría. Este tipo de delimitación de esferas de influencia no pertenece al año 2022: no puede haber un Yalta.
Josep Borrell

En este sentido, el 10 de enero de 2022, diplomáticos estadounidenses y rusos mantuvieron conversaciones sobre seguridad en Ginebra para discutir las actividades militares de ambos países y las crecientes tensiones en torno a Ucrania. El jefe de la delegación rusa en una reunión en Ginebra entre Estados Unidos y Rusia dijo que Rusia necesitaba "garantías concretas" de que Ucrania y Georgia nunca se convertirían en miembros de la OTAN, consagradas en la decisión de la Cumbre de Madrid de 2022. Anteriormente, Ryabkov también dijo que «no hay que subestimar los riesgos de una confrontación militar» y que la parte estadounidense, al negarse a no ampliar la OTAN, subestima la gravedad de la situación.
A su vez, Stoltenberg dijo que la OTAN no se comprometerá con Rusia en cuanto a la adhesión de Ucrania y que ésta será decidida por Ucrania y sus aliados. Aseguró que la Alianza ayuda a Ucrania a cumplir los criterios necesarios para el ingreso en la organización.

La Alianza sigue proporcionando a Ucrania apoyo político a su integridad territorial y soberanía, así como asistencia práctica. También es una clara señal de que Ucrania tiene derecho a defenderse.
Jens Stoltenberg

La portavoz del Departamento de Estado estadounidense, Wendy Sherman, afirmó que el principio de "puertas abiertas" de la OTAN está fuera de discusión, y que Washington no renunciará a la cooperación bilateral con los Estados soberanos que quieran cooperar con Estados Unidos. También añadió que en los contactos con Moscú, Washington no pretende decidir el destino de Ucrania sin la participación de Ucrania, de Europa sin Europa y de la OTAN sin la OTAN. Por otra parte, tras una reunión con funcionarios rusos en Ginebra, Wendy dijo que no podía decir si la Federación Rusa estaba preparada para la desescalada cerca de las fronteras de Ucrania, donde Rusia ha estado celebrando la tecnología desde la primavera de 2021.
El 12 de enero de 2022 se celebró en Bruselas una reunión del Consejo Rusia-OTAN, en la que los representantes de Rusia y de los 30 Estados miembros de la Alianza debatieron sobre las exigencias de la parte rusa a la OTAN. Stoltenberg volvió a afirmar que la decisión sobre la disposición de Ucrania a entrar en la OTAN sólo puede ser tomada por Ucrania y 30 aliados de la Alianza, la OTAN "pensará seriamente" en aumentar su presencia en Europa del Este en caso de "nueva agresión rusa." La OTAN también está dispuesta a reabrir su oficina de representación en Moscú, añadió la Secretaría General. Wendy Sherman señaló que la OTAN no abandonará la política de "puertas abiertas", las exigencias de Rusia son inaceptables. Los aliados de la OTAN no estarán de acuerdo con la imposibilidad de seguir ampliando la Alianza y volver a la configuración de finales del siglo XX, en la que insistió la parte rusa durante las negociaciones, afirma la vicesecretaria de Estado estadounidense.
El viceministro de Asuntos Exteriores de Rusia, Alexander Grushko, dijo que la OTAN no profesaba inicialmente la política de "puertas abiertas", que la Alianza declara hoy, si no consigue rechazar las amenazas a su seguridad con medidas políticas, Rusia utilizará medidas militares:

Esta política surgió en 1994 y sirvió para fines muy diferentes a la construcción de la seguridad europea. Tenemos un conjunto de medidas técnico-militares legales que aplicaremos si sentimos una amenaza real a la seguridad, y ya la sentimos si nuestro territorio es considerado como objetivo de armas de ataque selectivo. Por supuesto, no podemos estar de acuerdo con esto. Adoptaremos todas las medidas necesarias para rechazar la amenaza por medios militares, si fallan los medios políticos.
Alexander Grushko

Durante la primera reunión de la OSCE, celebrada el 13 de enero de 2022, el representante permanente de Rusia ante la OSCE, Alexander Lukashevich, declaró que la Federación Rusa se vería obligada a tomar medidas para "eliminar amenazas inaceptables para la seguridad nacional" si no recibía una respuesta constructiva a sus propuestas de seguridad en un plazo razonable:

Si no oímos una respuesta constructiva a las propuestas formuladas en un plazo razonable, y continúa la línea de comportamiento agresivo contra Rusia, nos veremos obligados a sacar las conclusiones oportunas y a tomar todas las medidas necesarias para garantizar el equilibrio estratégico y eliminar las amenazas inaceptables para nuestra seguridad nacional.
Alexander Lukashevich

El ministro de Asuntos Exteriores, Sergei Lavrov, declaró en su conferencia de prensa anual sobre política exterior que a Moscú "se le ha acabado la paciencia" esperando la respuesta de Occidente a las demandas del Kremlin de "garantías de seguridad", y por ello Rusia espera una respuesta por escrito en el plazo de una semana. Lavrov dijo que el Kremlin no esperará "indefinidamente" una respuesta occidental a las demandas de Moscú de que la OTAN no se expanda hacia el este y despliegue tropas en Ucrania y otros países de la antigua Unión Soviética. Los comentarios de Lavrov se produjeron un día después de que la Casa Blanca dijera que la amenaza de una invasión rusa de Ucrania sigue siendo alta, con unos 100.000 soldados rusos desplegados. Al día siguiente, la portavoz de la Casa Blanca, Jen Psaki, declaró que las autoridades rusas deben elegir qué camino tomar: optar por una diplomacia adicional o, en caso de nuevas acciones agresivas, enfrentarse a medidas económicas más estrictas que en 2014.
El 13 de enero de 2021, Antón Krasovski, director de las emisiones en lengua rusa del Canal RT, amenazó con quemar la Constitución de Ucrania en el Jreshchatyk de Kiev debido al curso de su adhesión a la OTAN.
En una entrevista concedida a La Repubblica el 14 de enero, Stoltenberg declaró que Kiev ya había solicitado su ingreso en la alianza político-militar, y que en 2008 la OTAN decidió que Ucrania y Georgia se convirtieran en miembros, pero aún no ha determinado cuándo ocurrirá exactamente.
El 19 de enero, el viceministro de Asuntos Exteriores ruso, Serguéi Ryabkov, hizo una propuesta a Estados Unidos para que asuma la obligación legal de no votar a favor del ingreso en la OTAN de los países a los que la Federación Rusa se opone, reduciendo los requisitos de no ampliación de la OTAN. El Kremlin está dispuesto a cambiar esa "oferta" por las condiciones que se plantearon anteriormente: las llamadas garantías de no ampliación de la Alianza hacia el este. Señaló que la decisión adoptada en la cumbre de Bucarest de 2008 "debe descartarse" y que Estados Unidos debe ofrecer garantías jurídicas unilaterales de que "esto nunca ocurrirá". La posición de que Ucrania y Georgia nunca serán miembros de la Alianza del Atlántico Norte, dijo Ryabkov, es una prioridad para el Kremlin.